# 藤澤ノリ
藤澤 ノリ（ふじさわ のり、1961年7月15日 - ）は、日本の女子プロボクサー。愛媛県出身。旧日本女子ボクシング協会（JWBC）時代は最高齢ボクサーであった。階級はミニフライ級。マーシャルアーツクラブ所属。

## 来歴
元々は競技エアロビクス選手であったが、ボクササイズとの出会いをきっかけにボクシングにはまるようになり、フジワラボクシングジムに入門。既に41歳であった。
マーシャルアーツクラブにて「リズムアーツボクシング」のインストラクターとして活動する傍ら、2005年にJWBCライセンスを取得。11月20日、関友紀子戦で44歳の最高齢デビューを判定勝ちで飾る。
2008年に日本ボクシングコミッション（JBC）の女子解禁となるが、46歳という年齢のためプロテスト受験できず（37歳以上でも元日本王者の猪崎かずみや世界戦経験者の櫻田由樹、元世界王者の池山直は特例で受験できた。しかし、藤澤の場合はプロボクサーとしての顕著な実績がない）。しかし現役続行の意向を示しており、JBC管轄以外でのプロ格闘家として活動していく模様である。
10月19日、日本プロボクシング協会（JPBA）未加盟のフジワラジム主催の「ガールズファイトボクシング」でキックボクサーの田中佑季と対戦。
2009年、キックボクシングへの転向を表明。11月15日にエキシビションを実施。